# Kuldurok Dorsa
I Kuldurok Dorsa sono una struttura geologica della superficie di Venere.